# Begoña Vargas
Begoña Vargas, född 18 december 1999 i Madrid, är en spansk skådespelare.
Vargas har bland annat medverkat i TV-serierna Alta mar (2019–2020) och La otra mirada (2018–2019) och Välkomna till Eden från 2023.

## Filmografi (i urval)
- 2018–2019: La otra mirada
- 2019–2020: Alta mar
- 2023: Välkomna till Eden
- 2023 – Berlin (TV-serie)